# Helsingborgs Badmintonklubb
Helsingborgs Badmintonklubb, Helsingborgs BMK, är en badmintonklubb från Helsingborg, bildad 1950.
Helsingborgs BK spelar i mörkblå tröjor och svarta kortbyxor.  HBK har drygt 400 medlemmar och driver en badmintonskola för killar och tjejer mellan 8 och 18 år, som har ungefär 150 deltagare. Klubbens hemmalokaler är sedan 1981 belägna i Olympiahallen invid idrottsplatsen Olympia i centrala Helsingborg. Tillsammans med Helsingborgs Tennisklubb driver klubben Olympiastiftelsen som äger Olympiahallen.

## Historik
Helsingborgs Badmintonklubb bildades 1950. Klubbens seniorlag spelade säsongen 2007/2008 i Division 2 Södra Götaland, men klubben har en uttalad satsning på bredd hellre än elit. Seniorlaget lades därför ner året därpå, trots att det kvalificerat sig för spel i division 1. Klubben hade 2009 istället lag i de två lägsta divisionerna, division 4 och 5. Klubben tog 2017 steget upp i Division 1 med ett av sina lag och 2020 spelar klubben som högst i Division 2 Syd B.